# Pirata montigena
Pirata montigena är en spindelart som beskrevs av Liu 1987. Pirata montigena ingår i släktet Pirata och familjen vargspindlar. Inga underarter finns listade i Catalogue of Life.